# Роза Шапіро
Роза Шапіро (нар. 9 вересня 1874, Броди — пом. 1 лютого 1954, Лондон) — єврейська мистецтвознавиця, перекладачка, письменниця і колекціонерка. Вона також була моделлю та колекціонеркою різних мистецьких творів. Дала поштовх до визнання групі художників Die Brücke.

## Біографія
Роза Шапіро народилася в Бродах, Галичина (тепер Україна) у 1874 році. Історик мистецтва Шуламіт Бер у своїй статті Єврейський жіночий архів про Шапіро зазначає, що в 1948 році вона «згадувала свої дитячі спогади про націоналістичні та релігійні розбіжності між поляками та русинами (українцями) у Галичині, які були частиною імперії Габсбургів. Тут вона зазначала, що своїм народженням, вихованням і долею була призначена до інтернаціоналізму». Донька заможних єврейських батьків, навчалася вдома, оскільки в Бродах для неї не було відповідних навчальних закладів. У 1893 році Шапіро переїхала до Гамбурга, який, як зазначає Бер, «як і інші регіональні центри за часів Вільгельма… перебував у процесі формування почуття модерної ідентичності шляхом мобілізації громадських інституцій, традицій та культури».
У 1897 році вона опублікувала статтю під назвою «Ein Wort zur Frauenemanzipation» («Слово про жіночу емансипацію») в журналі Sozialistische Monatshefte, в якій стверджувала, що жінки знайдуть свободу «в суспільстві майбутнього, в суспільстві соціалізму». Вона була однією з перших жінок, які отримали ступінь з історії мистецтва в німецькому навчальному закладі, здобувши ступінь бакалавра в Бернському університеті в 1902 році, здобувши ступінь доктора філософії в Гайдельберзькому університеті в 1904 році та продовжуючи навчання після аспірантури у Лейпцизькому університеті.
Після повернення до Гамбурга в 1908 році вона займалася перекладами та видавничою критикою. Перекладала німецькою мовою Бальзака, Золя та польського історика мистецтва Казимєжа Хледовського. Вона дала раннє визнання групі художників Die Brücke. Шапіро допомогла заснувати Frauenbund zur Förderung deutscher bildenden Kunst (Жіноче товариство сприяння розвитку німецького мистецтва) у 1916 році.
Шапіро сама була моделлю для різних художників. Карл Шмідт-Ротлуф зробив кілька її портретів, у тому числі один у 1919 році. Вальтер Граматте намалював її в 1920 році. У 1924 році вона видала каталог графічних робіт Карла Шмідта-Ротлуфа.
У 1939 році вона змогла втекти з нацистської Німеччини до Англії. Там вона дописувала до різних мистецьких журналів, таких як Architectural Review, Eidos, Connoisseur і Weltkunst. Вона також допомагала Ніколаусу Певзнеру зі збором матеріалів для його серії книг «Будівлі Англії».
Вона померла в галереї Тейт у 1954 році.
Її спроба подарувати частину своєї колекції британським музеям за життя не була сприйнята належним чином, тому вона пожертвувала основну частину своєї мистецької колекції музеям Німеччини: Мангайма, Берліна, Альтони, Гамбурга та Кельна. Інші роботи з її колекції були надіслані до музеїв Голландії, Бельгії, Нової Зеландії (Оклендська художня галерея Toi o Tāmaki), Чикаго та Тель-Авіва, а єдині британські екземпляри знаходяться в Музеї Вікторії та Альберта та Музеї Лестера. Проте в «Тейт» є один її портрет роботи Карла Шмідта-Ротлуфа.